# Rudolf Platte

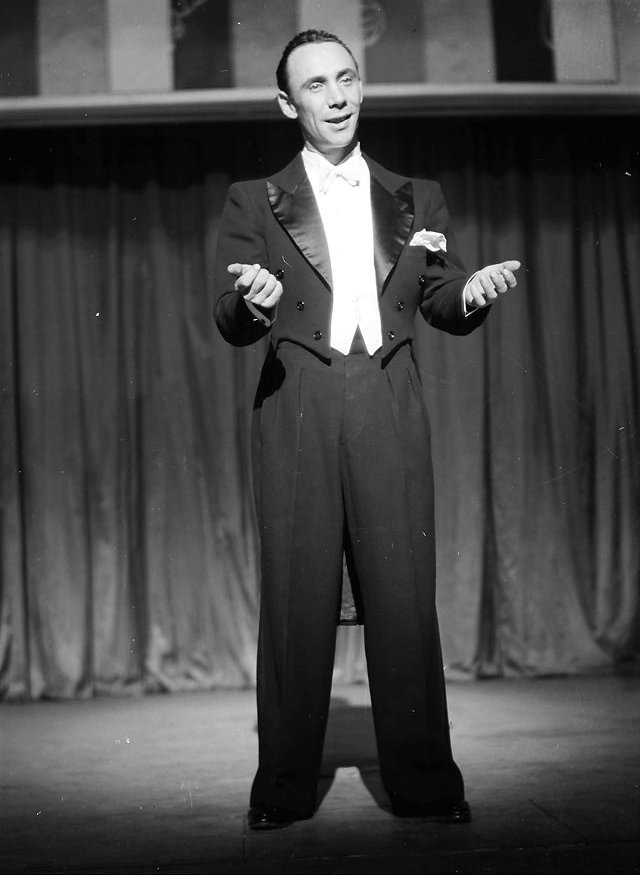
Rudolf Platte uppträder vid Kabarett der Komiker.

Rudolf Platte, född 12 februari 1904 i Hörde, Dortmund, Kejsardömet Tyskland, död 18 december 1984 i Västberlin, var en tysk skådespelare och kabaréartist. 
Platte medverkade under tidigt 1930-tal bland annat i kabaréföreställningen Die Katakombe under ledning av Werner Finck. Han filmdebuterade 1929 och medverkade frekvent i tyska filmer och TV-serier fram till 1984.

## Filmografi, urval
- 1932 – Hon eller ingen
- 1932 – Dag ut och natt in
- 1932 – Vad ska jag säga min man?
- 1933 – Viktor och Viktoria
- 1934 – Guld
- 1935 – Skänk mig ditt hjärta
- 1936 – Donogoo Tonka
- 1938 – Blåräven
- 1938 – En förförare med otur
- 1955 – Sjung, flicka, sjung!
- 1958 – Flickan från storstaden
- 1959 – Buddenbrooks – en familjs ära och förfall
- 1960 – I storstadens virvel
- 1964 – Herrefolket
- 1970 – Veteranligan
- 1982 – Veronika Voss längtan